# القوة الخاصة 2 - حكاية الوعد الصادق
القوة الخاصة 2 - حكاية الوعد الصادق هي لعبة ذات إصدار جديد عن الأولى التي أصدرها أيضا الإنترنت المركزي في 2002. إلا أن الفرق هو أن اٌصدار الجديد أشد ثباتا على الأجهزة وأجمل صورة وبالتالي الجنود هم أكثر ذكاء واحترافا عن الإصدار الأول الذي لم يتمتع بخصائص كثيرة موجودة في الجديد.
من عملية الاسرى في عيتا الشعب، الطيبة ووادي الحجير، ضرب البارجة ساعر وملحمة بنت جبيل.
النسخة الجديدة من القوة الخاصة تحتوي على مراحل يمكن اللعبة فيها من خلال شبكة لاعبين.. في نفس الوقت.

## المواصفات العامة
هي لعبة ثلاثية الأبعاد، تتميز بنوعية رسومات عالية الجودة، بالإضافة إلى مجموعة كبيرة من المؤثرات الصوتية التي من شأنها خدمة موضوع اللعبة.
تم تصميم هذه اللعبة بواسطة أحدث ما توصلت إليه تقنيات برمجة الكمبيوتر.

## الواجهة الأساسية
بعد عرض مقدمة اللعبة تظهر أمام اللاعب الواجهة الأساسية.
من خلال هذه الواجهة وبواسطة أزرار التحكم المتوفرة، يسـتطيع اللاعب التنقل بسهولة والاختيار بين المواضيع التالية:
1 – اختيار المرحلة، أو المهمة العسـكرية التي يريد أن يلعبها.
2 – اختيار المراحل التي تتم المشاركة فيها عبر الشبكة المحلية.
3 – الانتقال إلى واجهة الخيارات، حيث يستطيع اللاعب تعديل الخيارات المتعلقة بلوحة المفاتيح، آلية عرض الصور والفيديو بالإضافة إلى جودة المؤثرات الصوتية.
4 – الانتقال إلى واجهة فريق العمل.
5 – الخروج من اللعبة والعودة إلى نظام «ويندوز».

## المراحل المتوفرة
1 - عيتا الشعب (توقيت نهاري):
لقد تم تجسيد المنطقة - التي تم فيها تنفيذ عملية أسر الجنديين الصهيونيين – بشكل ثلاثي الأبعاد وقد تمت برمجة ورسم هذه المرحلة على أساس سيناريو وضع خصيصاً.
تتمثل مهمة اللاعب في الرصد لشحنتين عسكريتين صهيونيتين وتدمير واحدة على الأقل، ثم يتوجب عليه عبور البوابة الحدودية وتنفيذ عملية الأسر. بعد ذلك يطلب من اللاعب التوجه إلى الموقع العسكري الصهيوني القريب من منطقة العملية من أجل إحضار وثائق سرية، وتنتهي المرحلة عند حصول اللاعب على هذه الوثائق.
لا بد من الإشارة إلى أن مهمة اللاعب ليست سهلة فإنه سوف يواجه قتالاً عنيفاً من قبل الجنود الأعداء الذين تدعمهم الدبابات والطائرات.
2- مارون الرأس وبنت جبيل:
لقد تم تجسيد المنطقة بشكل ثلاثي الأبعاد، انطلاقاً من بلدة مارون، وصولاً إلى مدخل مدينة بنت جبيل ومحيط مستشفى الشهيد صلاح غندور، وقد تمت برمجة ورسم هذه المرحلة على أساس سيناريو وضع خصيصاً.
ينطلق اللاعب من بلدة مارون حيث يطلب منه تطهير البلدة من عدد من الجنود الصهاينة يدعمهم عدد من الدبابات. بعد تطهير مارون يطلب من اللاعب التوجه نحو سوق بنت جبيل من أجل القضاء على قناص متمركز في أحد المباني في وسط السوق، من ثم يتم إعلام اللاعب بضرورة التوجه نحو المجمع الرياضي في بنت جبيل من أجل منع أحد الجنود الصهاينة من زرع العلم الإسرائيلي في ساحة ملعب كرة القدم، بعد ذلك يطلب من اللاعب التوجه نحو
مستشفى الشهيد صلاح غندور من أجل تطهيرها ومحيطها من الجنود الصهاينة.
يواجه اللاعب قتالاً عنيفاً من قبل الجنود الأعداء الذين تدعمهم الدبابات والطائرات.
3- الطيبة - وادي الحجير:
لقد تم تجسيد منطقة مشروع الطيبة للمياه بشكل ثلاثي الأبعاد، كما تم ذلك بالنسبة لمنطقة وادي الحجير.
تبدأ المرحلة في مشروع الطيبة، حيث يطلب من اللاعب تطهير منطقة المشروع من الجنود الأعداء. بعد ذلك يطلب من اللاعب الانطلاق في اتجاه منطقة وادي الحجير. في أثناء انتقاله يطلب من اللاعب التوقف من أجل ضرب دفعة من صواريخ الكاتيوشا على المستعمرات، بعد ذلك يستكمل اللاعب طريقه نحو وادي الحجير حيث المعركة الحاسمة وتدمير مجموعة من الدبابات.
4- تدمير البارجة «ســاعر»(توقيت ليلي):
لقد تم تجسيد منطقة مقابلة للبحر بشكل ثلاثي الأبعاد.
تبدأ المرحلة على جزيرة من نسج الخيال حيث يقوم الجنود الأعداء بإنشاء غرفة عمليات عسكرية، يطلب من اللاعب تطهير الجزيرة. بعد ذلك ينطلق اللاعب بواسطة مركب بحري متجهاً نحو الشاطئ المقابل. يواجه اللاعب العديد من الجنود الصهاينة قبل وصوله إلى المنطقة الهدف، حيث يجد راجمة الصواريخ التي بواسطتها سوف يتم قصف «ساعر».
5- عيتا الشعب (توقيت ليلي):(حسب ما جاء في الصفحة الرسمية للعبة على شبكة الإنترنت)
تخضع لجميع مواصفات وأحداث مرحلة عيتا الشعب الآنفة الذكر، إلا أن مجريات اللعبة تحدث في الليل.
6- تدمير البارجة «ســاعر» (توقيت نهاري):
تخضع لجميع مواصفات وأحداث مرحلة تدمير البارجة «ســاعر» الآنفة الذكر، إلا أن مجريات اللعبة تحدث في وضح النهار.
7- بنت جبيل (على الشبكة – Network):
هي عبارة عن تجسيد ثلاثي الأبعاد لمنطقة بنت جبيل ولكنها خالية من أي شخصيات عسكرية صهيونية. يستطيع اللاعب اختيار هذه المرحلة والتقاط الأسلحة الموزعة في مختلف الأنحاء، واللعب ضد مجموعة من الأصدقاء المتصلون بالشبكة بدورهم.
8- وادي الحجير (على الشبكة – Network):
هي عبارة عن تجسيد ثلاثي الأبعاد لمنطقة مشروع الطيبة للمياه ولكنها خالية من أي شخصيات عسكرية صهيونية. يستطيع اللاعب اختيار هذه المرحلة والتقاط الأسلحة الموزعة في مختلف الأنحاء، واللعب ضد مجموعة من الأصدقاء المتصلون بالشبكة بدورهم.

## المميزات
1- فيديو ابتدائي / نهائي:
عند اختيار اللاعب لأي من المراحل، يتم عرض فلاش مدته 15 ثانية، يشرح للاعب عن ماهية المرحلة وأهمية القيام بهذه العملية العسكرية. يتميز هذا الفيديو بالمؤثرات الصوتية والبصرية العالية الجودة.
عند انتهاء المرحلة يتم عرض فلاش مدته 15 ثانية، يشرح للاعب عن نتائج المهمة العسكرية.
2 - الذكاء الاصطناعي:
تتميز شخصيات الجنود الأعداء بخاصية برمجية تعرف باسم الذكاء الاصطناعي.
هذه الشخصيات قادرة على التصرف بشكل يلامس تصرفات الإنسان.
3- مجاهدون مشاركون:
يشارك اللاعب خمسة من المجاهدين، وهي شخصيات تم برمجتها بأسلوب الذكاء الاصطناعي، وهي شخصيات تقوم بحماية اللاعب وتقديم الدعم له حيث تدعو الحاجة.
4- المؤثرات الصوتية والبصرية:
يتم توجيه اللاعب بواسطة رسائل بصريه تظهر على الشاشة حين تدعو الحاجة. كما يتم توجيه اللاعب بواسطة حوارات على الأجهزة «اللاسلكية» مما يعطي اللعبة طابعاً عسكرياً بحتاً.
و قد تم استخدام مجموعة من المؤثرات الصوتية المكونة من 40 عبارة عبرية ينطق بها الجنود الأعداء بما يتناسب مع الحالات المنتنوعة (الموت، الإصابة، الشعور بالخوف، طلب الدعم العسكري، رمي قنبلة يدوية...). ((حسب ما جاء في جريدة الانتقاد اللبنانية في مقابلة مع المصممين والمبرمجين للعبة))
كما جاء أيضا في مقابلة خاصة، يقول المصمم Might3D :«هي لعبة ليست مجرد للتسلية قط، إنما إكمالا للمفاجآت التي وعد السيد حسن نصرالله (الأمين العام لحزب الله) العالم بها، هي لعبة تُبرهن أن حزب الله ليس حزبا عسكريا بحتا، إنما هو حزب ثقافي فكري سياسي قائم على أسس دينية إسلامية تمتد جذورها مباشرة إلى النبي محمد (صلى الله عليه وآله) وآل بيته الكرام. هو حزب يقاوم كل ظالم بكل ما أوتي من قوة عسكرية (و هذا ما برهنته حرب تموز) وقوة فكرية (هذا ما برهنته هذه اللعبة) وقوة سياسية واجتماعية (و هذا ما يبرهنه الواقع في لبنان في خريف 2007). هو حزب رفع شعار المقاومة والتعايش المشترك، ولطالما كان ينادي ويقول: لبنان هو للبنانيين جميعا، أما من يريد الفتنة فليس له بيننا مكان».